# 714 a.C.

## Eventos

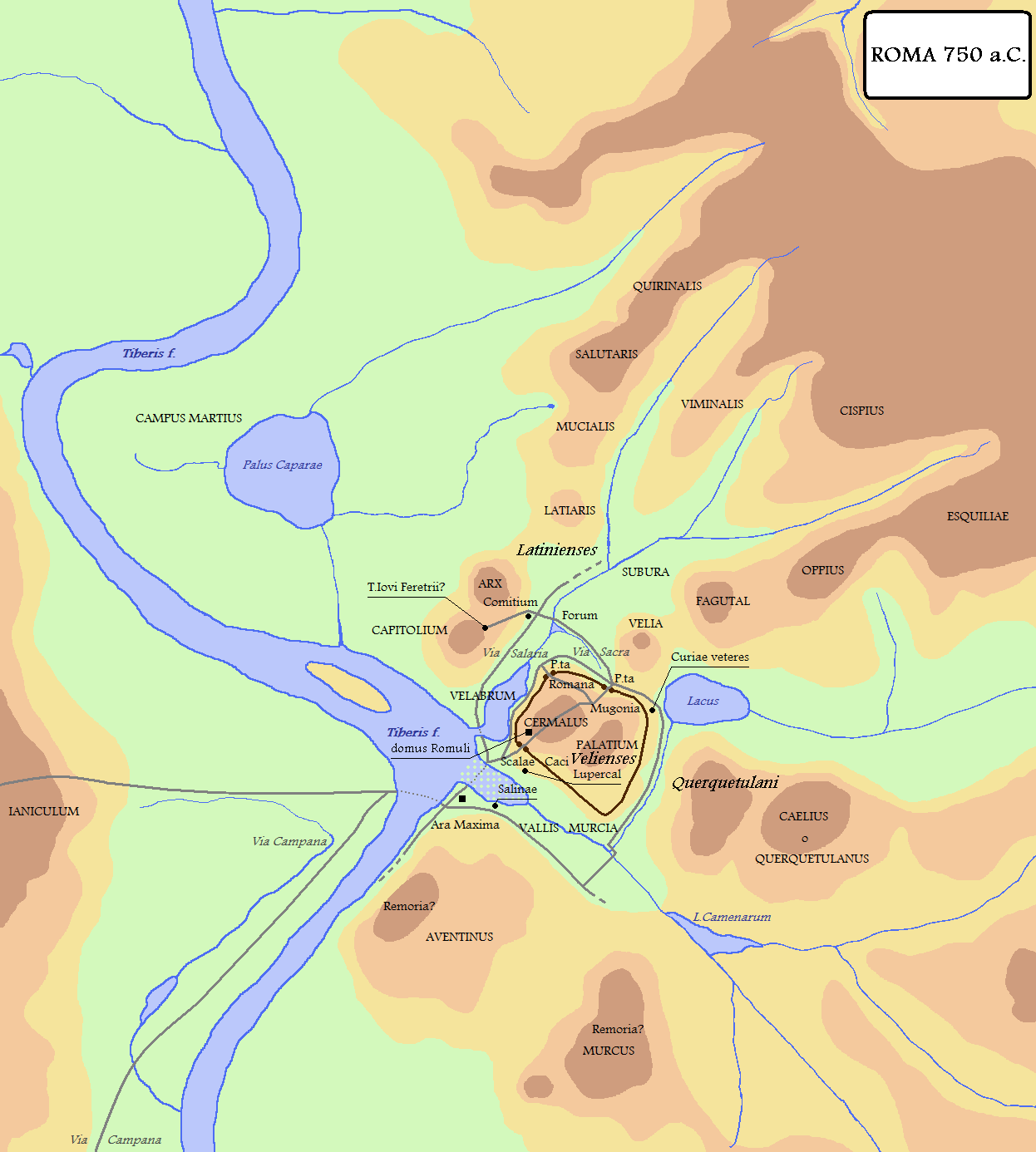
Roma em c.753 a.C.

- Numa Pompílio torna-se rei de Roma.[1][Nota 1]